# Tarık Ümit
Tarık Ümit (Düzce, 22 de abril de 1947 – Marmaris, 3 de marzo de 1995) fue un oficial de inteligencia turco, integrado en la Organización Nacional de Inteligencia (MIT). Fue secuestrado y asesinado en marzo de 1995.

## Trayectoria
Una vez fallecido su padre, Ümit se marchó a vivir a Alemania, junto a su tío, y regresó a Turquía en 1968. 
Ingresó en el servicio de inteligencia, el MIT, en 1978, bajo las órdenes de Dündar Kılıç.
Mehmet Eymür ha afirmado que trabajó para la MLO de Presidencia y a las órdenes de Mehmet Ağar. Se le ha relacionado con los asesinatos de Savaş Buldan, Hacı Karay y Adnan Yıldırım.
Según Fikri Sağlar, Ümit era accionista del First Merchant Bank en la República Turca del Norte de Chipre (fundado en 1993), siendo Kayzer Mahmood Butt director de la oficina del príncipe saudí Faisal.

## Muerte
Según Ayhan Çarkın, Ümit fue asesinado por agentes de operaciones especiales y enterrado en Tekirdağ (Çarkın dice haber transportado él mismo el cuerpo). Otro oficial del MIT, Mehmet Eymür, reconoció que había sido asesinado, como Behçet Cantürk o Abdullah Çatlı.